# Francisco Fernández Golfín
Francisco Fernández Golfín (Almendralejo, 7 de novembre de 1767 - 11 de desembre de 1831) fou un aristòcrata, polític i militar extremeny d'ideologia liberal.
Era el segon fill de Francisco Lorenzo Fernández Ulloa, marquès de la Encomienda, i de Catalina Casimira Golfín. De ben jove entrà a l'Exèrcit i va lluitar a la Guerra Gran al costat del general Antonio Ricardos. també va lluitar en la Guerra de les Taronges contra Portugal (1801). Després de l'aixecament del 2 de maig de 1808 es va unir a la lluita contra els francesos i la Junta de Badajoz el va nomenar coronel. El 1810 fou escollit diputat a les Corts de Cadis en representació d'Extremadura. Va tenir un paper molt actiu, participant en la comissió de guerra i en l'encarregada de redactar el Reglament Interior de les Corts. També fou un dels que va signar la Constitució Espanyola de 1812. Va formar part de la francmaçoneria amb el nom Baleris.
Amb l'arribada de Ferran VII d'Espanya fou condemnat a 10 anys de presó. De 1814 a 1816 fou confinat al castell de Santa Bàrbara d'Alacant. Després del pronunciament de Rafael del Riego el 1820 fou alliberat i en juliol del mateix any fou escollit novament diputat a Corts. Conegut liberal exaltat, va proposar la independència de les colònies americanes. L'abril de 1822 fou nomenat governador civil i primer president de la Diputació d'Alacant. Durant el seu mandat va perseguir la partida reialista de Jaime Alfonso el Barbudo i els absolutistes de la Vega Baixa.
Durant la invasió dels Cent Mil Fills de Sant Lluís va formar part de l'exèrcit de Francisco López Ballesteros, i del 6 al 30 de setembre de 1823 fou ministre de Guerra interí del govern liberal assetjat a Cadis.
En 1823 es va refugiar a Tànger, i l'octubre de 1826 marxà a Gibraltar, on va continuar conspirant. El 1831 va formar part de la Junta Espanyola de Lisboa, des de la que va escriure una carta a l'emperador Pere I del Brasil oferint-li la corona d'Espanya. A finals de 1831 va donar suport al pronunciament de José María de Torrijos y Uriarte. Fracassat, fou capturat mig cec i afusellat a Màlaga amb Torrijos i altres companys.

## Obres
- Conversaciones militares. Conversación primera sobre la moral militar (1813)